# Gran Unió

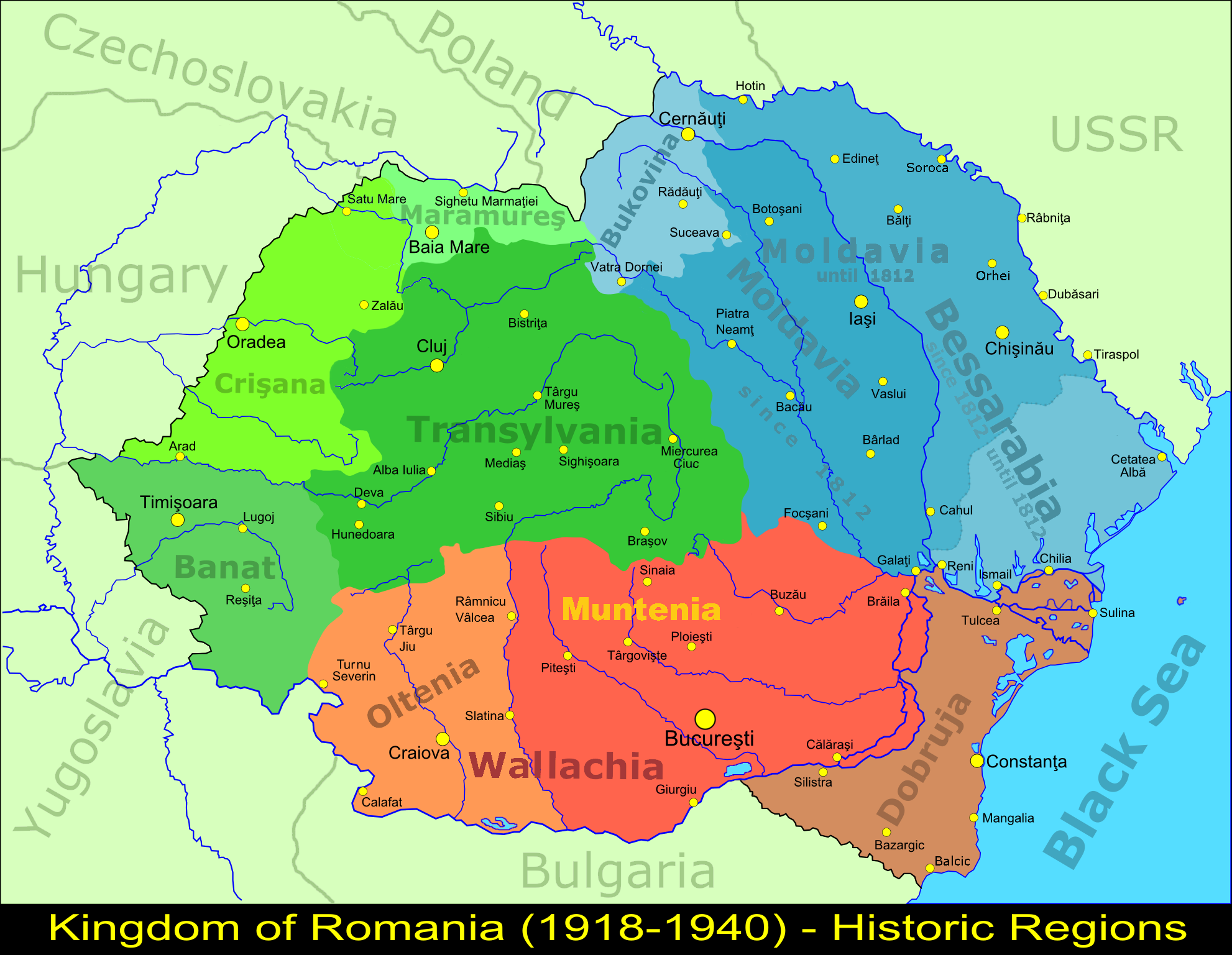
Mapa del Regne de Romania entre 1918 i 1940 (Gran Romania) i les seves regions històriques

La Gran Unió (en romanès: 'Marea Unire') o Gran Unió de 1918 (en romanès: 'Marea Unire din 1918') és el nom amb què els historiadors romanesos o romanesos en general es refereixen habitualment a la historiografia romanesa a la sèrie d’unificacions polítiques que el Regne de Romania tenia amb diverses de les anomenades regions històriques romaneses, començant per Bessaràbia el 27 de març de 1918, continuant per Bucovina el 28 de novembre de 1918 i finalitzant amb Transsilvània (pel seu significat ampli) l'1 de desembre de 1918 amb la declaració de la unió d'aquesta regió amb Romania a la ciutat d'Alba Iulia. Els romanesos també consideren diversos altres esdeveniments com a preludis de la Gran Unió, com la Unificació dels principats romanesos (Moldàvia i Valàquia, també coneguda com la Petita Unió, Mica Unire) el 1859 o la independència del país i l’annexió de la Dobruja septentrional el 1878, i també l’ocupació de Transsilvània i Moldàvia pel príncep de Valàquia Miquel el Valent el 1600.
Avui, la Gran Unió té un significat important a Romania i es commemora el Dia de la Gran Unió, el dia nacional del país, cada 1 de desembre. El Centenari de la Gran Unió de l'1 de desembre de 2018 es va celebrar àmpliament a Romania, amb desfilades militars a ciutats com Alba Iulia o Bucarest, on van participar 100.000 i 550.000 persones, respectivament. També es va celebrar a Moldàvia, on més de 100 localitats i 3 districtes van demanar la reunificació amb Romania.